# Geidi Primes
Geidi Primes är ett studioalbum av Grimes utgivet 1 oktober 2010.

## Låtlista[1]
Alla låtar är skrivna och komponerade av Grimes. 
| Nr  | Titel                  | Längd |
| --- | ---------------------- | ----- |
| 1.  | Caladan                | 2:25  |
| 2.  | Sardaukar Levenbrech   | 2:05  |
| 3.  | Zoal, Face Dancer      | 2:36  |
| 4.  | Rosa                   | 3:12  |
| 5.  | Avi                    | 2:35  |
| 6.  | Feyd Rautha Dark Heart | 3:41  |
| 7.  | Gambang                | 1:34  |
| 8.  | Venus in Fleurs        | 2:43  |
| 9.  | Grisgris               | 3:22  |
| 10. | Shadout Mapes          | 4:32  |
| 11. | Beast Infection        | 2:21  |